# Lone Survivor (videojuego)
Lone Survivor (En español El Único Superviviente) es un videojuego de tipo independiente, perteneciente al género de videojuego de terror, el cual fue originalmente lanzado para Microsoft Windows y OS X, en el año 2012, desarrollado por Jasper Byrne en la empresa Superflat Games. Más tarde fue lanzado en la PlayStation Network en 2013 como Lone Survivor: Versión del Director. La versión del director salió en Microsoft Windows y OS X como una actualización gratuita el 31 de octubre de 2013. El título fue lanzado en formato físico para la PlayStation 4 y PlayStation Vita el 30 de diciembre de 2016 a través de Limited Run Games.

## Jugabilidad
Lone Survivor es un videojuego de género horror de supervivencia posapocalíptica, con gráficos de estilo retro en 2D. Los jugadores controlan a un hombre con una máscara quirúrgica. Este personaje es un superviviente aislado de una infección que ha convertido a la población mundial en agresivos mutantes arrastrando los pies. Con la comida limitada y un estado mental cada vez más frágil, el personaje del jugador debe ser guiado fuera de su apartamento para recoger y explorar. No hay indicios de que existen otros sobrevivientes a excepción de una nota que señala que hay otros sobrevivientes en el lado opuesto del edificio de apartamentos.
Alucinaciones aparentes del personaje del jugador proporcionan instrucciones para el jugador. Al explorar el mundo del juego el jugador descubrirá objetos, llaves y comida. Espejos de dos vías que se encuentran en el mundo del juego se utilizan para teletransportarse de nuevo al apartamento de la sobreviviente. Los artículos se pueden combinar con el fin de resolver puzles. Los jugadores poseen una linterna con la que para navegar por el mundo del juego; usando la linterna drena las baterías; reemplazos pueden encontrarse hurgando en la basura. Los mutantes se deben evitar o muertos; una pistola debe encontrarse con el fin de atacar a los mutantes, pero la munición es escasa. Cuando la revista de la pistola está vacía sobreviviente carga automáticamente una nueva revista, dejándolo vulnerable a los ataques durante el proceso. Los mutantes son atraídos por la luz y los ruidos; el jugador puede colar a través escondiéndose en las sombras. El juego cuenta con un mapa para que los jugadores navegar con, sin embargo, el juego no se detiene cuando se accede a los menús o el mapa del juego, dejando a los sobrevivientes abierto al ataque.
El apartamento del sobreviviente es un centro; el jugador debe volver con los alimentos para poder sobrevivir, así como el sueño. Dormir evita la locura y también es necesaria para salvar el progreso del jugador. Es posible luchar contra la falta de sueño con pastillas; éstos dañan aún más la supervivencia mental, pero la alucinación resultante puede resultar en suministros adicionales que aparecen en el apartamento de la sobreviviente. La progresión en el juego requiere la exploración, que llena el mapa; a veces los artículos específicos deben estar ubicados en el fin de seguir adelante. El no poder localizar estos elementos puede dar lugar a los recursos que se gastan sin nuevas áreas están abriendo, por lo que los futuros intentos más difícil.
Durante el juego se hace referencia al estado mental del sobreviviente. Es posible tener conversaciones con un gato de juguete; se encuentran personajes extraños como un hombre con una caja en la cabeza. Las habitaciones pueden cambiar la apariencia al ser revisado; toma un giro equivocado puede resultar en una escena extraña. Se hace difícil interpretar lo que es real para el sobreviviente y lo que es alucinación. Interacciones del jugador con el mundo del juego y habitantes resultan en diferentes finales sobre la terminación del juego. Estos se muestran durante los créditos finales del juego, haciendo hincapié en cómo el jugador recibió ese final particular. Una sola de apuesta del juego puede durar entre tres y ocho horas.

## Argumento
Un hombre sin nombre con una máscara quirúrgica (denominado en el juego como "Tú") ha estado viviendo en un apartamento durante una cantidad no especificada de tiempo después de que una enfermedad ha convertido a la mayor parte de los habitantes del mundo en monstruos, como zombis sin mente. El hombre está solo y sin saber si hay otros supervivientes. Sueña que está en un escenario e intenta entablar una conversación con un hombre con una caja en la cabeza, que nunca responde dice. Después de renunciar a esa conversación, bebe una taza de café, que hace que la escena cambie y se ve obligado a esconderse de uno de los monstruos. Yendo más allá de la cortina de la etapa, se encuentra con una chica en un vestido azul. A pesar de que le hace muchas preguntas, ella nunca responde o muestra su rostro. Cuando él la toca, ella desaparece y deja tras de sí una linterna. A medida que el protagonista enciende la luz, un hombre en azul con una herida de bala aparece riendo y el sueño termina. 
En la realidad, el hombre está sin suministros, por lo que se ve obligado a explorar en busca de comida, armas y otros supervivientes. Con cables recogidos de su radio, mapas anotados, y un diario de notas desechadas, el hombre explora el complejo de apartamentos, que está infestado con los monstruos. Él se pone en contacto por radio con un hombre que se refiere a sí mismo como "El Director", que a veces Le proporciona los suministros necesarios. A pesar de que sus encuentros son breves, el hombre y el director empiezan a formar una amistad. También se encuentra con la niña de vestido azul de su sueño, quien dice parecerle familiar. Mientras explora, una serie de acontecimientos extraños, aparentemente paranormales ocurren y parece que el hombre está luchando por su cordura. Después de muchos días, pasó posiblemente soñando con el hombre de azul o el hombre que lleva una caja (que el cambio y están influenciados por las acciones del hombre en el mundo de la vigilia), tras muchas noches pasadas en la confrontación con un monstruo grande y agresivo, el hombre es capaz de dejar el apartamento de forma segura, y comenzar a explorar la ciudad. 
El Director le dice que él va a salir de la ciudad. Decidido a conseguir un autobús que se estrelló, el hombre recoge los suministros por lo que puede abrir la puerta del mismo. No está seguro a qué esperar, mientras que es atacado por un gran monstruo gritando con los brazos como guadañas que actúa como jefe final del juego. Después de un breve enfrentamiento, el monstruo huye y el hombre se encuentra a El Director herido de muerte. En su última conversación, el director le dice que debe ir al hospital para encontrar a la chica del vestido azul, y le da el código de seguridad del hospital. Al llegar al hospital, se encuentra con un bloc de notas con su nombre en él, a pesar de que nunca ha sido un paciente allí. Se procede a la habitación indicada en el portapapeles, donde la puerta se cierra y queda atrapado. Al no ver nada más que hacer, toma una píldora azul o verde (dependiendo de cómo el jugador progresó aunque el juego) en la cabecera y luego se va a dormir. 
La escena final es diferente en función de las decisiones que el jugador ha hecho a lo largo del juego. El hombre puede encontrar el hombre de azul de nuevo en el escenario que soñaba en la apertura del juego, que se burla y se ríe de él, lo que lleva al hombre a dispararle, denominado 'blue'. Un resultado alternativo para esta escena se activa si la puntuación mental del jugador está en el absoluto más bajo posible, lo que resulta en una herida de bala que aparece en el hombre sin nombre cuando se dispara sobre el hombre de azul, conocida como 'red'. En estos finales, después de la escena del hombre de azul, aparecen cambios en la apariencia del hombre que se parecen al hombre de azul, lo que posiblemente implique el suicidio o un descenso a más locura. El fin secundario llamado 'verde' es visto como el mejor de los dos. En este fin se sugiere a través de flashbacks crípticos y breves conversaciones que la mujer de azul era una hermana, esposa, novia del hombre y que es ella la que murió en algún tipo de accidente o enfermedad (aunque se da a entender que podría ser el resultado de un coche-bomba). Por lo menos, se dio a entender que en la vida a través de la culpa del sobreviviente, el hombre va a través de un episodio psicótico y es admitido en un hospital psiquiátrico en el que se experimenta el juego hasta ese momento como una meditación loca - combatir tanto la naturaleza violenta de sí mismo (que se supone como el hombre en azul) y sus imaginaciones que sirven para tirar de él lejos de la verdad. Se hace difícil decir si el hombre sueña, se ha despertado y recuperado la cordura, o incluso si él todavía está vivo. En todos los finales, el hombre tiene una conversación final con la chica del vestido azul, y un tiro de los dos mirando a la ciudad en los diferentes niveles de condición, aunque el final verde concluye con una versión aparentemente más viejo y sano del hombre volviéndose hacia la cámara. 
El montaje del director ofrece dos terminaciones adicionales; el final "blanca" es una extensión de la existente 'verde' que termina, y sólo es posible en la segunda Playthrough de un jugador. Al lograr diversos objetivos oscuros a través del juego, el jugador puede desbloquear una puerta diferente en el hospital, lo que lleva al sótano. Allí, el hombre sin nombre se debe evitar una versión sin piernas de la niña del vestido azul, ya que lo persigue por los pasillos que se vuelven cada vez más orgánica. Finalmente llegando al final, termina en una habitación de hospital, con una píldora que deban tomarse. Al tomar la píldora y de ir a dormir en la cama, el hombre sin nombre, tiene una conversación sincera con una versión saludable de la mujer en azul, seguido de escenas muy similares a las observadas en el final 'verde'. La otra conclusión adicional, el final 'amarillo', también sólo está disponible en una repetición de apuesta. Al dar a un artículo determinado a la primera NPC el jugador se reúne, que desbloquear una "broma" que termina donde el hombre sin nombre, decide simplemente bailar sus problemas de distancia en una fiesta en lugar de completar las tareas del juego.

## Recepción
Lone Survivor recibió críticas positivas de los críticos, con la mayoría de los revisores alabando el juego por su historia y modo de juego, pero algunos críticos criticó el juego por no cumplir en el aspecto psicológico de terror. Recibió una puntuación de 80,62% en GameRankings y 81/100 en Metacritic, y un 8.6/10 en IGN.